# 林克斯市場
林克斯市場（英語：Links Market）是一個位於英國蘇格蘭柯科迪的市場，是歐洲最長和英國最古老的街頭集市。林克斯市場在1304年便有文獻記錄，每年舉行一次，為期六天，能吸引20至30萬人次到城裡。2004年是市集的700週年記念，這年市場共設有225項景點並吸引了50萬人次到這裡。

## 外部連結

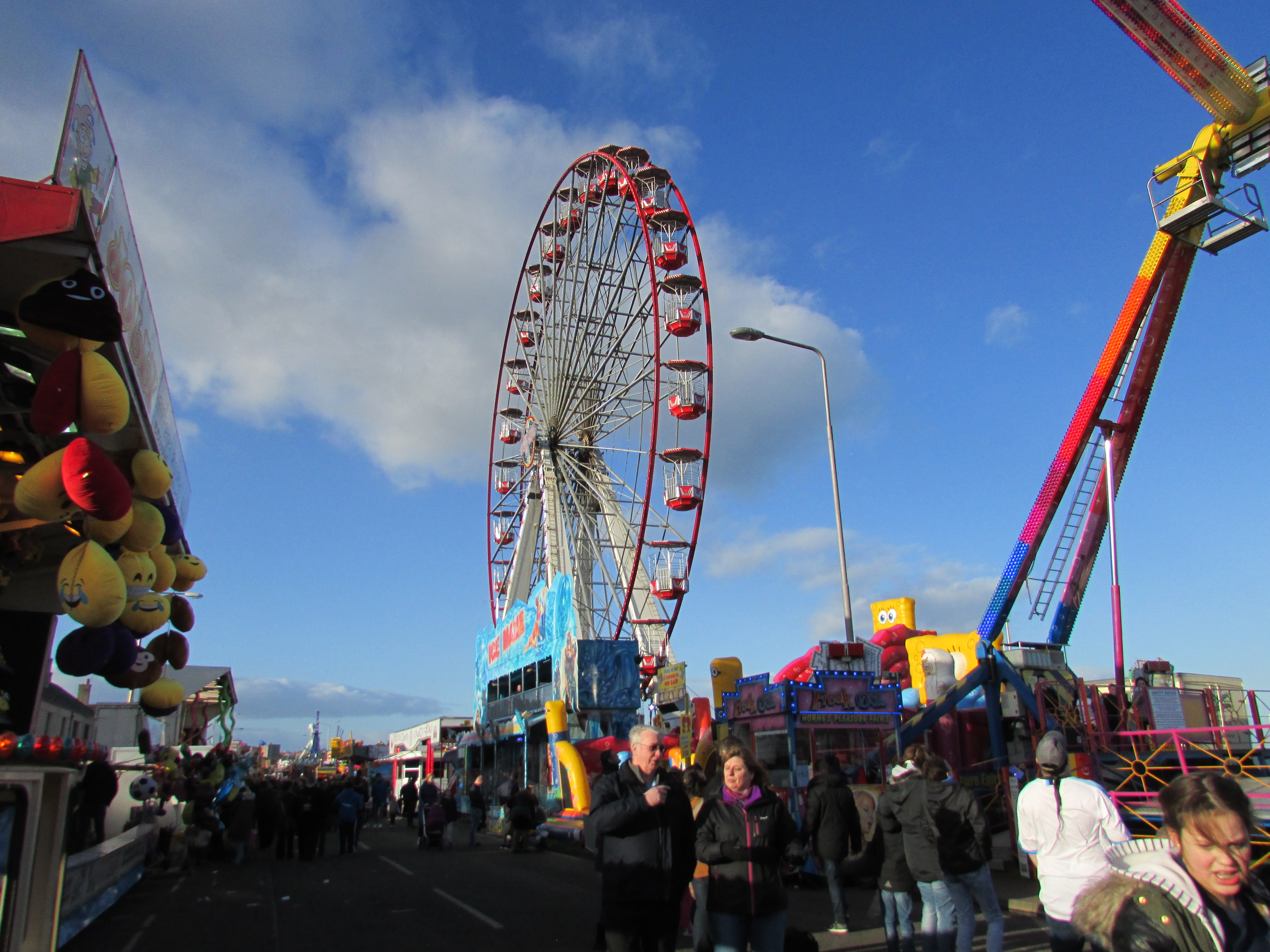
林克斯市場

- The Links Market （页面存档备份，存于）

56°06′17″N 3°09′29″W / 56.10469°N 3.15814°W